# Orés
Orés es un municipio y población de España, de la Comarca de las Cinco Villas, perteneciente al partido judicial de Ejea de los Caballeros al noroeste de la provincia de Zaragoza, comunidad autónoma de Aragón, a 104 km de Zaragoza. Tiene un área de 54,5 km² con una población de 107 habitantes (INE 2008) y una densidad de 1,96 hab/km². La población de derecho es de 107 habitantes, siendo la real menor. El código postal es 50619.

## Geografía
Está situado a 104 km de Zaragoza y a 28 km de Ejea de los Caballeros. Sus coordenadas geográficas son: 42° 17′ N, 1° 00′ O. Se localiza a 647 metros sobre el nivel del mar, junto al río Orés. Está situado al pie de la sierra de Luna, entre los ríos Farasdués o Agonías y Arba de Biel.

### Clima
Temperatura media anual, 12,5°. Precipitación anual, 600 mm.

### Flora y fauna
Entre las plantas y arbustos destaca el endrino, arces, adelfilla, boj, enebro (chinipro en aragonés), madroño (modrollo), sabinas y acebos, fresas silvestres, aliagas y plantas aromáticas como el espliego (lavanda), romero o tomillo. Entre los árboles puede nombrarse el olmo común, pino (silvestre, laricio y carrasco) y carrascas.
Como especies animales encontramos aquí el águila real, águila perdicera, búho real, alimoche, buitre, cernícalo, comadrejas (pañiquesas o paniquesas), lagarto ocelado, tejón y gato montés. Entre los animales de caza, es frecuente el jabalí y también se dan el corzo, el ciervo, el conejo, la perdiz y la becada.

## Historia
Los primeros habitantes conocidos del territorio donde se asienta Orés fueron los vascones. Hacia el siglo VIII a. C. el territorio es ocupado temporalmente por los suessetanos, posteriormente vinieron las dominaciones romana y visigoda, y la musulmana, aunque con un dominio efectivo bastante dudoso.
Orés fue lugar de Luesia hasta la Ley de nueva planta de la Cortes de Cádiz (1834). Estuvo en poder de los moros 210 años continuos, ya que en el 933 fue liberada por el rey Sancho Abarca, junto con la Villa de Luesia y los otros lugares de ésta: Farasdués y Asín.
Continuaron las guerras con los árabes de tal forma que estos pueblos fueron ganados y perdidos de forma continua quedando sumamente derrotados. Así y vista la situación en que se encontraban Sancho el Mayor reedificó la villa de Luesia en el año 1030, posteriormente a la fecha en que se edificó la iglesia de San Salvador de la misma villa (1014).
El rey de Navarra Sancho III establece la frontera suroriental de sus dominios en la cercana villa de Biel, con lo que al establecerse el núcleo inicial del Reino de Aragón, por legación testamentaria de este rey a Ramiro I de Aragón, la frontera sur del reino se establece en las vecinas villas de Uncastillo, Luesia y Biel. Así pues Orés fue durante mucho tiempo territorio fronterizo entre los reinos cristiano y musulmán.
Tanto la villa de Luesia como los lugares de Orés, Farasdués y Asín estuvieron unidos a la Corona Real hasta el año 1270 aproximadamente, reservándose para sí los diezmos y primicias de los mismos. En esos años hizo donación el rey Jaime I de estas poblaciones, con las primicias respectivas, a Teresa Gil de Vidaure y al infante Pedro su hijo.
Orés se separa de esta jurisdicción de Luesia en enero de 1337, por orden de Pedro IV, siendo confiscada a Pedro de Jerica (nieto de la anterior) y dada a Beltrán del Valle, aunque pronto sería recuperada por Pedro.
Pedro, nieto de Teresa, el 27 de abril de 1368 dona por testamento al Arzobispo de Zaragoza (Lope Fernández de Luna, IV arzobispo de Zaragoza) la villa de Luesia y los lugares de Orés y Farasdués.
Tras 642 años sin primicias, en 1575, las iglesias consiguieron con bula papal que se ingresasen en sus cuentas 500 ducados de las primicias que se embolsaba el Arzobispo.
Esto tiene bastante importancia dado que aunque la propiedad de las tierras perteneció sucesivamente a las personas y entidades antes mencionadas, la Iglesia dependía del Obispado de Pamplona (desde el siglo X hasta el XVIII), desde entonces está bajo la jurisdicción del Obispado de Jaca.
Desde el punto de vista político-administrativo, se encontraba encuadrada en la Sobrecullida de Tarazona (siglo XV), Vereda de Tarazona (siglo XVIII) y Corregimiento de Cinco Villas (1711-1833).
El 4 de julio de 2015 Orés, junto con otras localidades colindantes, sufre un importante incendio, en el que se quemaron numerosas hectáreas de cultivo y masa forestal. Sus habitantes fueron evacuados a la cercana localidad de Luesia. No hubo víctimas.

## Demografía
Orés cuenta con una población de 74 habitantes (INE 2024).
| Gráfica de evolución demográfica de Orés entre 1842 y 2021                                                          |
| |
| Población de derecho según los censos de población del INE Población de hecho según los censos de población del INE |

- 1368 ---- 120 casas de habitación
- 1489 ---- 41 fuegos
- 1495 ---- 49 fuegos
- 1718 ---- 31 casas habitadas (35 vecinos)
- 1850 ---- 310 almas
- 1900 ---- 950 personas
- 1970 ---- 285 habitantes
- 1999 ----108 habitantes aprox.
- 2008 ----107 residentes.

A mediados de este siglo, la Guerra Civil primero y la industrialización más tarde, con la atracción de las grandes ciudades entre ellas Zaragoza, hacen decrecer rápidamente la población, sobre todo a partir de los años sesenta, hasta llegar a la población actual.

## Administración y política
| Período   | Alcalde                | Partido |  |
| --------- | ---------------------- | ------- |  |
| 1979-1983 | Leoncio Laborda Idoipe | UCD     |  |
| 1983-1987 |                        |         |  |
| 1987-1991 |                        |         |  |
| 1991-1995 |                        |         |  |
| 1995-1999 |                        |         |  |
| 1999-2003 |                        |         |  |
| 2003-2007 | Antonio Campos Idoipe  | PP      |  |
| 2007-2011 | Antonio Campos Idoipe  | PP      |  |
| 2011-2015 | Antonio Campos Idoipe  | PP      |  |
| 2015-2019 | Antonio Campos Idoipe  | PP      |  |

| Partido político    | Partido político                                   | 2003   | 2007   | 2011   | 2015   |
| Partido político    | Partido político                                   | Ediles | Ediles | Ediles | Ediles |
|                     | Partido Popular de Aragón (PP)                     | 2      | 4      | 3      | 3      |
|                     | Partido Aragonés (PAR)                             | —      | —      | 1      | 1      |
|                     | Partido de los Socialistas de Aragón (PSOE-Aragón) | 2      | 1      | 1      | 1      |
|                     | Izquierda Unida (IU)                               | —      | —      | —      | —      |
|                     | Independientes                                     | 1      | —      | —      | —      |
| Total de concejales | Total de concejales                                | 5      | 5      | 5      | 5      |

## Cultura

### Eventos
- 20 de enero (San Sebastián). Las fiestas de San Sebastián se celebraban tradicionalmente el 20 de enero. Esta fiesta ha sido recientemente recuperada, y gira en torno a la hoguera de San Sebastián.
- 23 de abril. Se realiza una romería a la ermita de la Virgen de Yérzol. La primera El ayuntamiento obsequia con pan y vino a todos los vecinos y visitantes que sean cabeza de familia.
- El segundo domingo de agosto los oresanos celebran otra romería a la ermita de la Virgen de Yérzol.
- 24 de agosto (San Bartolomé). Fiestas patronales en honor de San Sebastián y San Bartolomé, que se prolongan durante 4 días.
- Primer fin de semana de junio. Festival de magia "Orés mágico", el cual ha celebrado su 11.ª edición en el año 2022.[7]

### Tradiciones
- Subida del Mayo. Los oresanos talan el mayor chopo de la localidad, plantándolo en una plaza del pueblo. Es uno de los ejemplos de los tradicionales Mayos.[8]